# Hicsoși

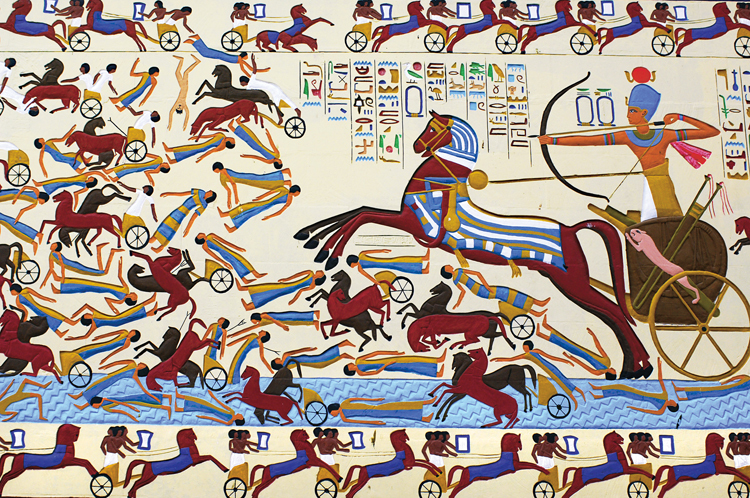
O imagine reprezentând o luptă dintre egipteni şi hicsoşi.

Hicsoșii (echivalent grec al termenului din egipteana veche: Heka Hasut) au fost o populație migratoare de origine neclară, probabil semită sau indoeuropeană, care în timpul celei de a doua perioadă intermediară egiptenă, în 1648 î.Hr., au cucerit Egiptul Antic. Hicsoșii au introdus în Egipt calul, carul de luptă și arcul cu săgeți - toate acestea utilizate ca tehnică nouă de luptă în războaie.